# Penny stock
Een penny stock is een aandeel van een bedrijf met een heel lage waarde. Een penny stock wordt in de Verenigde Staten door het SEC gedefinieerd als een aandeel onder $5. Deze definitie wordt niet door elke investeerder aangenomen aangezien er veel grote bedrijven zijn wier aandelen onder deze waarde zitten. Een aandeel wordt door investeerders meestal zo genoemd als het een waarde onder 1 dollar, euro of pond heeft en buiten de grote markten wordt verhandeld.

## Gevaren en risico's
Als een bedrijf een zeer lage koers bereikt is dit meestal een indicatie dat het niet zo goed gaat en is een faillissement vaak niet veraf. Een andere mogelijkheid is dat deze nog maar net zijn beursopgang heeft gemaakt en buiten onderzoek nog niet veel heeft verwezenlijkt.
De liquiditeit laat meestal te wensen over waardoor er enorme koerswisselingen plaatsvinden, die soms niet al te makkelijk terug te vinden zijn als deze niet op de beurs worden verhandeld. (In de Verenigde Staten op de zogenaamde pink sheets) Ze zijn meestal ook moeilijk verhandelbaar waardoor men na aankoop ze moeilijk kan verkopen. Veel beleggers laten penny stocks links liggen door deze hoge risico's en beschouwen deze eerder als een gok dan een beredeneerde investering.

## Pump and dump
Het grootste gevaar van penny stocks, wat ervaren beleggers ervan weerhoudt om erin te investeren, is het zogenaamde pump-and-dump-scenario. Dit is een vorm van oplichting waarbij (vroege) eigenaars van penny stocks deze promoten, vaak met valse informatie, via websites, e-mail en/of sociale media om andere mensen dezelfde aandelen te laten kopen waardoor deze stijgen (de zogenaamde pump). Ook kan men door zelf met gerelateerde personen in het aandeel te gaan handelen de prijs beïnvloeden. Als het aandeel enkele centen is gestegen verkopen de promotors hun aandelen waardoor de waarde weer zakt en laten ze de latere investeerders gedupeerd achter (de dump). Penny stocks die niet genoteerd zijn op de beurs lopen het meeste gevaar op een pump and dump, omdat het moeilijker is voor investeerders om erachter te komen of de waarde van hun aandeel juist is.